# Salaspils (novads)
Salaspils est un novads de Lettonie, situé dans la région de Vidzeme. En 2009, sa population est de 22 810 habitants.